# Emerson da Luz
Emerson da Luz, plus connu sous le nom Gabei, est un footballeur cap-verdien né le 11 juillet 1982 à Mindelo.
Il fait 178 cm pour 81 kg et joue milieu de terrain. Après avoir joué 2 saisons pour le club de D2 portugaise de Beira-Mar, il s'est engagé pour le club roumain de Gloria Bistriţa. Jouant peu en Roumanie, il retourne au Portugal, au SC Beira-Mar pour la fin de saison 2008-09.

## Carrière

### En club
| saison        | club               | pays     | matchs(buts) |
| ------------- | ------------------ | -------- | ------------ |
| 1999-00       | ACR Alvorense      | Portugal | -            |
| 2000-01       | Portimonense SC    | Portugal | 6 (0)        |
| 2001-02       | Portimonense SC    | Portugal | 30 (0)       |
| 2002-03       | SC Olhanense       | Portugal | 25 (0)       |
| 2003-04       | FC Maia            | Portugal | 21 (2)       |
| 2004-05       | FC Maia            | Portugal | 25 (2)       |
| 2005-06       | Estrela da Amadora | Portugal | 22 (0)       |
| 2006-07       | SC Beira-Mar       | Portugal | 15 (0)       |
| 2007-08       | SC Beira-Mar       | Portugal | 26 (3)       |
| 2008          | Gloria Bistriţa    | Roumanie | 3 (0)        |
| jan-juin 2009 | SC Beira-Mar       | Portugal | 4 (0)        |
| 2009-2010     | FC Arouca          | Portugal | 17 (1)       |
| 2010-2011     | Boavista           | Portugal | 9 (0)        |

### Internationale
- 2001-... : Il a joué 22 matchs en équipe du  Cap-Vert (au 11 juin 2008).